# 탈선 (사고장애)
정신의학에서 탈선(derailment) 혹은 연관성 이완(loosening of association), 비접합성(asyndesis), 비접합 사고(asyndetic thinking), 기사의 움직임 사고(knight's move thinking), 탈선(entgleisen)(독일어), 비조직 사고(disorganised thinking)라고 하는 것은 무관하거나 거의 관련 없는 사고(idea)들의 언어적 구성 연속체를 범주화한다. 주제는 종종 한 문장에서 다른 문장으로 바뀐다.

## 장애
가벼운 형태로 발현하는 것에, 탈선은 생각이 논의 핵심 포인트로부터 점점 미끄러져 멀어져 가는 것을 특성으로 하는 사고장애의 한 종류이다. 탈선은 행복감(euphoria)이나 히스테리(hysteria) 등 강렬한 정서로부터 발생할 수 있다. 일부 학자나 전문가는 상기한 연관성 이완이나 비접합 사고와 같은 일부 증상을 '목적 상실(loss of goal)'을 가리키는데 사용한다. 목적 상실이란 하나의 특정한 사고를 향하여 출발하지만 중간에 떠돌아 헤매다가 결국에는 목적한 사고로 돌아가지 못하는 화법을 말한다. 관련 용어로는 사고이탈(tangentiality)이 있다. 이는 질문에 대하여 핵심에서 벗어난(off-the-point), 에둘러 비껴가는(oblique) 혹은 무관한(irrelevant) 답변을 내리는 것을 말한다. 창조성(creativity) 관련 연구에서, 사고 간의 유사하지만 느슨한 연관성을 설명하면서 '기사의 움직임 사고(knight's move thinking)'라는 것을 말하는데, 이는 정신질환이나 그것의 표징이라고 간주되지는 않는다. 수평사고(lateral thinking)의 동의어로 사용되기도 한다.

## 예시
- "다음날 내가 밖에 나가려 했을 때 있잖아, 나는 조종하였고, 그러니까 어, 캘리포니아에서 머리카락을 탈색했어.(The next day when I'd be going out you know, I took control, like uh, I put bleach on my hair in California.)"— 낸시 쿠버 안드레아센(Nancy C. Andreasen)[7]
- "누군가 내 상자(cases)의 복사본에 침입한 것 같아. 범행을 저지르고자 미리 잘 살펴봐야지(case the joint). 나는 조인트(joints)를 믿지 않지만, 그들은 너의 몸을 단결시켜.(I think someone's infiltrated my copies of the cases. We've got to case the joint. I don't believe in joints, but they do hold your body together.)"— 엘린 삭스(Elyn Saks).[8]

## 역사
독일어로 탈선을 의미하는 'Entgleisen'은 1930년 칼 슈나이더(Carl Schneider)가 처음 이 뜻으로 사용하였다. 'asyndesis'는 1938년 캐머런(N. Cameron)이 소개했다. 'knight's move thinking'은 심리학자 피터 맥켈러(Peter McKellar)가 1957년 병리적 사고(pathological thinking)의 일환으로서 이 용어를 사용하였다. 그는 조현병 환자는 일탈적으로 발산하는 연관 짓기를 억제하지 못한다는 가설을 세웠다. 'derailment'는 1959년 커트 슈나이더(Kurt Schneider)가 사용하였다.

## 같이 보기
- 사고장애
  - 망상
  - 사고이탈
  - 언어빈곤
  - 언어압박
  - 우원증